# O Homem de Alcatraz
Birdman of Alcatraz (bra: O Homem de Alcatraz; prt: O Homem de Alcatraz, ou O Prisioneiro de Alcatraz) é um filme americano de 1962, do gênero drama biográfico, dirigido por John Frankenheimer, com roteiro de Guy Trosper baseado no livro Birdman of Alcatraz: The Story of Robert Stroud, de Thomas E. Gaddis, por sua vez inspirado na vida do prisioneiro Robert Franklin Stroud, conhecido como "Birdman of Alcatraz", por se dedicar a cuidar dos pássaros.

## Prêmios e indicações
| Prêmio             | Categoria                | Recipiente     | Resultado |
| ------------------ | ------------------------ | -------------- | --------- |
| Oscar 1963         | Melhor atriz coadjuvante | Thelma Ritter  | Indicado  |
| Oscar 1963         | Melhor ator              | Burt Lancaster | Indicado  |
| Oscar 1963         | Melhor ator coadjuvante  | Telly Savalas  | Indicado  |
| Oscar 1963         | Melhor fotografia        | Burnett Guffey | Indicado  |
| BAFTA 1963         | Melhor ator estrangeiro  | Burt Lancaster | Venceu    |
| Globo de Ouro 1963 | Melhor ator - drama      | Burt Lancaster | Indicado  |
| Globo de Ouro 1963 | Melhor ator coadjuvante  | Telly Savalas  | Indicado  |

## Elenco
- Burt Lancaster .... Robert Franklin Stroud
- Karl Malden .... Harvey Shoemaker
- Thelma Ritter .... Elizabeth Stroud
- Betty Field .... Stella Johnson
- Neville Brand .... Bull Ransom
- Telly Savallas - Feto Gomez
- Edmond O'Brien .... Thomas E. Gaddis

## Sinopse
Contado em analepses e narrado por Gaddis — o autor do livro, interpretado por Edmond O'Brien — o filme conta a história de Robert Stroud, condenado ainda jovem a 12 anos de prisão e, depois à cadeira elétrica, pena convertida em prisão perpétua graças ao apelo de sua mãe ao presidente Woodrow Wilson. Lá no isolamento de Alcatraz, para onde foi transferido, Stroud passou a se dedicar aos pássaros.